# Mikhaïl Behrens
Mikhaïl Andreïevitch Behrens, né le 16 janvier 1879 à Koutaïssi en Géorgie, décédé le 20 janvier 1943 en Tunisie, fut kontr-admiral de la Marine impériale de Russie. Il prit part à la guerre russo-japonaise de 1904-1905, à la Première Guerre mondiale. En 1920, il intégra les Forces armées du Sud de la Russie du général Piotr Nikolaïevitch Wrangel.

## Biographie
En 1898, Mikhaïl Behrens sortit diplômé du corps naval des cadets, en 1904, il fut promu capitaine 1re classe (grade correspondant à celui de colonel dans l'infanterie ou l'armée de l'air), à ce grade il servit comme officier de navigation de 1re classe. Entre 1904 et 1905, il fut en service dans une escadre du Pacifique.
- 1900-1901 - A bord de la canonnière Gyliak, Behrens participa à la répression menée contre les Boxers en Chine. Il prit à l'attaque des forts de Taku.
- 1904-1905 - Il prit part à la guerre russo-japonaise de 1904-1905, lors de la défense de Port-Arthur (1904), Mikhaïl Behrens fut un jeune officier de navigation en service sur le cuirassé Sebastopol, officier de quart sur le Smely, commandant sur le Boïki, le jour de la chute de la forteresse de Port-Arthur, il prit la décision de briser le blocus japonais afin de rallier le port de Qingdao.
- 1906 - Mikhaïl Andreïevitch Behrens fut transféré dans la flotte de la mer Baltique.
- 1909-1911 - En qualité d'officier supérieur adjoint, puis comme officier supérieur, il servit à bord du croiseur Diana.
- 1911-1913 - Il exerça le commandement à bord du Legki.
- 1913-1914 - Commandant du destroyer Turkmenets Stavropolsky.
- 1915 - Behrens reçut le commandement du destroyer Novik.
- 1916 - Il fut élevé au grade de capitaine 2e classe (grade correspondant à celui de lieutenant-colonel dans l'infanterie ou l'armée de l'air).
- 1916 - Promu au grade de capitaine 1re classe, il reçut également le commandement du Petropavlovsk.
- 1917 - Nommé chef d'état major de la Défense de la flotte de la Baltique.
- 1918 - Mikhaïl Behrens fut démis de ses fonctions et privé de retraite.
- 1919 - en mars de cette année, de Finlande, il se rendit à Petrograd puis en Extrême-Orient où il rejoignit l'amiral Koltchak.
- 1919 - Behrens fut élevé au grade de contre-amiral.
- 1919-1920 - Il exerça le commandement des forces navales de Vladivostok.
- 1920 - Commandant des forces navales dans l'océan Pacifique. Dans la nuit du 31 janvier 1920, il dirigea la flotte transportant les garde-marines du collège naval et les réfugiés de Vladivostok vers le port de Tsuruga au Japon.
- 28 août 1920 - En Crimée, il commanda la forteresse de Kertch. Avec les Forces armées de la Russie du Sud placées sous le commandement du général Piotr Nikolaïevitch Wrangel il prit part à des activités militaires en mer d'Azov, il fut le chef du 2e groupe de la flotte de la mer Noire.
- 1920 - Il fut l'un des dirigeants du transfert des troupes, des familles de militaires, de la population de la Crimée à Bizerte en Tunisie.
- 29 octobre 1924 - Mikhaïl Behrens fut nommé commandant de l'escadre russe.

Mikhaïl Behrens vécut en exil en France et en Tunisie. Il décéda le 20 janvier 1943 à Tunis et fut inhumé au cimetière de Mégrine (situé dans la région de Tunis). Le 30 avril 2001 ses cendres furent transférés au cimetière du Borgel à Tunis (36° 49′ 29″ N, 10° 11′ 31″ E). Sur initiative de l'amiral I. V. Kasatonov, la pierre tombale a été livrée à bord du croiseur lance-missiles de Russie et placée avec les honneurs sur la tombe du contre-amiral.

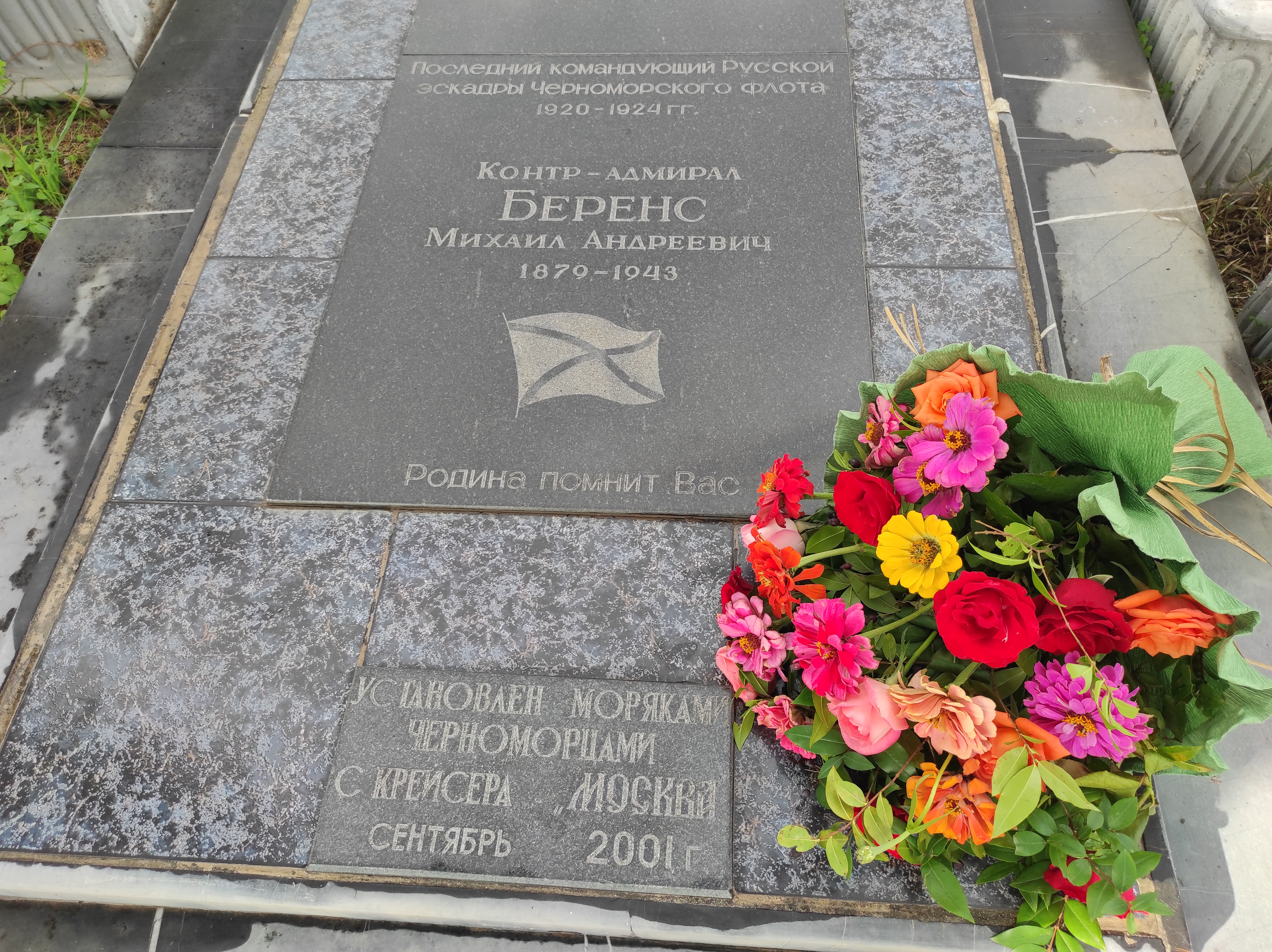
Pierre tombale sur la sepulture de Berens

La sépulture de M. A. Behrens est incluse dans la Liste de lieux de sépultures se trouvant à l'étranger, ayant pour la fédération de Russie de la valeur historique et commémorative (décret du gouvernement de la fédération de Russie du 11.11.2010 № 1948-r, avec modification du 28.08.2012 № 1551-r, du 04.03.2014 № 310-r, du 13.07. 2016 № 1493, du 09.06.2017 № 1197).

## Distinctions

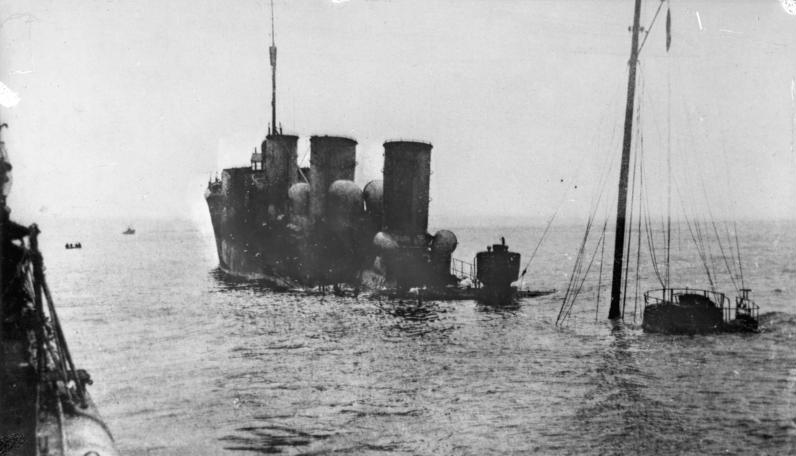
Le V-99 coulé par le Novik

- Ordre de Saint-Stanislas (3e classe avec épées et ruban) ;
- Ordre de Saint-Georges (4e classe pour son combat inégal contre eux destroyers allemands le V-99 et le V-100, causant des de graves dommages à l'un coulant le V-99) ;
- Ordre de Sainte-Anne (2e classe avec épée en or et l'inscription « Pour Bravoure »)

## Sources
- (ru) Cet article est partiellement ou en totalité issu de l’article de Wikipédia en russe intitulé « Беренс, Михаил Андреевич » (voir la liste des auteurs).